# Unterseeboot 233
Le Unterseeboot 233 (ou U-233) est un sous-marin (U-Boot) allemand de type X.B utilisé par la Kriegsmarine pendant la Seconde Guerre mondiale.

## Historique
Mis en service le 22 septembre 1943, l'U-233 reçoit sa formation de base à Stettin en Pologne au sein de la 4. Unterseebootsflottille jusqu'au 31 mai 1944, puis il intègre sa formation de combat à Bordeaux avec la 12. Unterseebootsflottille.
Avant de rejoindre Bordeaux, l'U-233 quitte Kiel le 27 mai 1944 avec pour mission pour sa première patrouille de mouiller des mines au large d'Halifax en Nouvelle-Écosse au Canada.
L'U-233 est attaqué et coulé le 5 juillet 1944 dans l'Atlantique, au sud-est d'Halifax à la position géographique de 42° 16′ N, 59° 49′ O par des charges de profondeur et des obus de canons tirés par les destroyers d'escorte américains USS Baker (qui deviendra ensuite "Le Malgache" dans la marine française) et USS Thomas.
Il y a 29 survivants sur les 61 hommes d'équipage.

## Affectations successives
- 4. Unterseebootsflottille du 22 septembre 1943 au 31 mai 1944
- 12. Unterseebootsflottille du 1er juin 1944 au 5 juillet 1944

## Commandement
- Oberleutnant zur See, puis Kapitänleutnant Hans Steen du 22 septembre 1943 au 5 juillet 1944

## Patrouilles
|       | Commandant        | Départ      | Départ | Arrivée        | Arrivée | Jours    | Succès |
| ----- | ----------------- | ----------- | ------ | -------------- | ------- | -------- | ------ |
| 1     | Kptlt. Hans Steen | 27 mai 1944 | Kiel   | 5 juillet 1944 | Coulé   | 40 jours |        |
| Total | Total             | Total       | Total  | Total          | Total   | 40 jours | 0 t    |

Note : Kptlt. = Kapitänleutnant

## Navires coulés
L'Unterseeboot 233 n'a, ni coulé, ni endommagé de navire au cours de l'unique patrouille (40 jours en mer) qu'il effectua.

### Sources
- (en) Cet article est partiellement ou en totalité issu de l’article de Wikipédia en anglais intitulé « German submarine U-233 » (voir la liste des auteurs).